# Ulica Varvarka
Ulica Varvarka (rus. Улица Варва́рка ili Варварская улица, 1933. – 1993. - ulica Razina, rus. улица Разина) - ulica u Centralnom administrativnom okrugu grada Moskve. Jedna od najstarijih i najpoznatijih moskovskih ulica. Proteže se od Crvenog trga do trga Varvarska vrata. Numeracija zgrada polazi od Crvenog trga.
Naziv iz 15. – 16. st. je dan po crkvi Svete Barbare (rus. Святая Варвара Илиопольская).

## Povijest
Izvorno je ulica počinjala od Spasskih vrata Kremlja i išla po brežuljku nad rijekom Moskvom. Prema nekim podacima, po njezinoj je trasi prolazila drevna cesta za grad Vladimir. Prvi put se spominje pod nazivom "Vsehsvjatska" (po crkvi Svih svetih na Kuliškama, rus. "церковь Всех Святых") krajem 14. st., kada je njome u Moskvu ušao knez Dmitrije Donskoj, vraćajući se iz Kulikovske bitke (1380.). Od 1434.g. nazivala se Varvarskom ili Var'skom.
Kamenu crkvu Sv. Barbare mučenice je sagradio 1514.g. arhitekt Aleviz Novi. Zdanje koje se sačuvalo do današnjeg dana u stilu ruskog klasicizma bilo je građeno od 1796. do 1801.g. prema projektu arhitekta Rodiona Kazakova na istome mjestu. Sudeći prema tome što se u jednom od zapisa u ljetopisu sredinom 15. stoljeća ulica spominje kao Var'ska, izgleda da je drvena crkva stajala na istom mjestu još prije Alevizovog zdanja.
Ulica se oblikovala kao cesta po vrhu brijega nad rijekom Moskvom, prolazila je iz Kremlja na Vladimirsku, Rjazansku i Kolomensku cestu. U četvrti u Varvarskoj ulici živjeli su boljari o čemu svjedoči muzej "Palače boljara Romanova". U to je vrijeme ona bila trgovački rajon kuda se selila sirotinja, kuda su dolazili ljudi iz cijele Moskve da kupe ili prodaju nešto u mnogobrojnim prolazima i dućanima.
U 17. stoljeću ulica se neko vrijeme nazivala Znamenska (prema Znamenskom manastiru), Boljšaja Pokrovka (po crkvi "Pokrov Majke Božje") na Pskovskoj gori, no naziv se nije zadržao.
Krajem 18. stoljeća Varvarku su očistili od starih zdanja. Nakon požara 1812.g. većina domova i prodavaonica na Varvarki je bilo izgrađeno iz kamena.
U danima oktobarske revolucije 1917.g. ulica je postala mjesto bratoubilačkog krvoprolića (na fasadama nekih zgrada do današnjeg dana očuvali su se tragovi metaka).
Nakon 1917. na Varvarki su se nalazile ustanove i skladišta.
1933.g. ulicu su preimenovali u ulicu Razina u čast vođe seljačkog ustanka 1670. – 1671.g. Stjenke Razina, ali su 1993.g. ulici vratili povijesni naziv.
Nakon rušenja Kitajgorodskog zida 1934.g., bio je otvoren izlaz na trg Nogina (trg Varvarska Vrata).
Šezdesetih godina 20. stoljeća, zajedno sa svim stambenim zgradama Zarjadja, bile su uništene građevine južne strane Varvarke, osim drevnih spomenika arhitekture i zgrade na broju 14.

## Znamenite građevine
Na neparnoj strani:
- № 1 - Srednije torgovyje rjady, 1901. – 1902., arh. R.I. Klejn. Do nedavno su se u zgradi nalazile vojne organizacije. 2007.g. zgrada je ograđena po perimetru, planira se rušenje unutarnjih građevina i rekonstrukcija po analogiji s Gostinim dvorom.
- № 3 - Gostinyj dvor, 1789. – 1805., arh. Giacomo Quarenghi (projekt), I.V. Jegotov, S. Karin, P. Selihov (izgradnja); 1903. – 1905. proširio K.K. Gippius; 1995. – 2000. preuređen u trgovačko-hotelsko-zabavni centar (opća površina 81 600 m2).
- № 5 - Trgovačka kuća Morozova, 1864., arh. A.S. Kaminskij.
- № 7 - Ured i trgovačka kuća "Varvarinskoje podvorje", 1890. – 1892., arh. R.I. Klejn. Ured FGUP-a "Kremlj".
- № 9 - Ured Društva Tverske tvornice tekstila obitelji Morozov, 1896. – 1898., arh. A.V. Ivanov.
- № 11 -
- № 11 d. 2 - dvorac Čirikova-Armanda, sredina 18. stoljeća, preuredio 1894.g. B.N. Šnaubert.
- № 13 -
- № 15 (u dvorištu) - Crkva Rođenja sv. Ivana Krstitelja kog Varvarskih vrata, 1741.

Na parnoj strani:
- № 2 d. 1 - Hram sv. Barbare na Varvarki, 1796. – 1804. (prvi hram na tom mjestu poznat je od 1514.).
- № 4 - Hram Maksima Ispovjedaoca, 1698. – 1699.
- № 4а - Stari engleski dvor - palače iz 16. stoljeća, pripadale su Moskovskoj kompaniji (engleska trgovačka kompanija). Danas filijala Povijesnog muzeja.
- № 8, 8а - Znamenski manastir (Stari knezov dvor), osnovan 1631.: katedrala ikone Marije (majke Isusove) "Znamenije" 1679. – 1682., zvonik 1784. – 1789., zgrada svećenika u 17. stoljeću.
- № 10 - Stari knezov dvor, palače Romanova 16. – 17. stoljeća, restaurirao 1850-ih godina F.F. Rihter.
- № 12 - Hram sv. Jurja na Pskovskoj gori.
- № 14 - dom Z.M. Persic iz 1909.g. (arhitekt N.I. Žerihov).

## Galerija

### Varvarka danas
- Hram sv. Jurja na Pskovskoj gori
- Znamenski manastir (zvonik i dio s ćelijama redovnika)
- Znamenski manastir (dio s ćelijama, pogled odozdo)
- Palača Romanova
- Katedrala ikone Marije "Znamenije"
- Hram Maksima Ispovjedaoca
- Stari engleski dvor (pogled odozdo)
- Hram sv. Barbare (pogled odozdo)

### Varvarka nekad
- Varvarka u 19. stoljeću
- Varvarka 1900.g.
- Varvarska vrata

## Ulica u književnosti i umjetnosti
- Varvarka se često spominjala u pjesmama. Poznata je pjesma o "mužiku kamarinskom" koji trči "po ulici Varvarinskoj". Jedna od predrevolucijskih romansi započinje riječima: "Hodao sam ulicom Varvarkom s poznatom kuharicom" (rus. "Шёл я улицей Варваркою со знакомою кухаркою").
- Poznata je stara moskovska uzrečica "K Varvari na suđenje", što je povezano s tim što se u 17. stoljeću tamo nalazila sudska uprava.
- Raskrižja Varvarke prikazana su na nekoliko slika V. Vasnjecova.

## Prijevoz
- Autobus 25, trolejbus 8 od stanice metroa "Novokuzneckaja"
- Stanica metroa "Kitaj-gorod"

## Vanjske poveznice
- Ulica Varvarka na kartama Yandexa
- Ulica Varvarka na kartama Googlea